# デジモンワールド -next 0rder-
『デジモンワールド -next 0rder-』（デジモンワールド ネクスト オーダー、DIGIMON WORLD -next 0rder-）は、バンダイナムコエンターテインメントより2016年3月17日に発売されたPlayStation Vita用ゲームソフト。

## 概要
2013年の『デジモンワールド Re:Digitize Decode』以来であり、約3年ぶりとなるデジモンワールドシリーズ。キャラクターデザインはタイキ、主題歌は藍井エイルが担当する。
2017年2月16日にPlayStation 4版『デジモンワールド -next 0rder- -INTERNATI0NAL EDITI0N-』（DIGIMON WORLD -next 0rder- INTERNATI0NAL EDITI0N-）が発売された。PlayStation 4版では約30種類以上の新規イベントが追加されている。なお、PlayStation 4版はデジモンゲームシリーズとしては初のCEROレーティングBとなる。2023年2月22日にNintendo Switch版が発売。
「next 0rder」の「0」はローマ字の「O（オー）」ではなく数字の「零（ゼロ）」が使われている。

## システム

### 育成
本作品では、2体のデジモンを同時に育成する。
概要
ゲーム内時間が進んでいく中、トレーニング・戦闘・トイレ・食事などをこなし、町施設を利用するなどしてデジモンを育成していく。
進化
世代ごとに決められた年齢とデジモンごとに決められたパラメータを満たしていると、進化することができる。なお、超究極体だけはジョグレス進化でしか到達できない。
進化するとパラメータが割合で上昇し、寿命が延びる。また、使用できる技のランクもアップするが、属性によっては逆に使えなくなる技もある。
条件はデジモンからのコミュニケーションを交わすことで少しずつ開示されていく。その中で「必須項目」というものがあり、その数だけ他の条件を満たしていればそのデジモンに進化できる。
また、成長期以上のデジモンに対しては特殊な石を使って条件を完全に無視して進化させることができる。石は進化先のデジモンごとに決まっており、一つ上の世代への進化のみとなっている。
ジョグレス進化
「進化道場」という場所で実行できる特殊な進化。基本的には超究極体になるための手段だが、一部完全体・究極体への進化も可能。後述するExEと違い、こちらは死ぬまで解除されない。
実行するには、育成中の2体のデジモンが特定の組み合わせである必要があり、さらに実行後は一方の世代が一つ下がってしまう。
基本的に暗黒系デジモンはアーマゲドン、ロイヤルナイツはデュークモンCM、七大魔王はベルフェモンRM、と方向性に特徴がある。
増築することで「エクストラジョグレス」という合体が実行可能になり、一方をパートナーでなくフローティアの住人で賄うことが可能。デメリットはないものの、対象となる住人がいなければ実行不可。
なお、DLCの特殊なアグモン・ガブモンも専用の特別な「ボイス付きオメガモン」が用意されている。
寿命
寿命はパートナーそれぞれに設定されており、時間経過で減少する他、進化・テイマースキル（後述）・イベントによって増加し、デビル○○という名前の強化アイテムを使用すると減少する。
何もしなければ10歳弱で寿命となり、晩年では疲労の蓄積量が増加するようになる。
寿命が尽きると、そのデジモンはデジタマに転生し、パラメータの何割かを引き継いで育て直すことができる。デジタマは複数種類存在しており、ランダムで初期パラメータに補正がかかっているものもいる。
寿命が長いと一体のデジモンを強く育てることも可能な半面、転生による強化がしづらくなる点を考慮する必要がある。
手段を尽くすことで、成長期の段階で超究極体クラスの能力を持たせることも可能。
テイマースキル
主人公は、時間経過や勝利などによって得られる経験値でレベルが上がり、TPを獲得できる。このTPを消費して、様々な冒険や育成を補助するスキルを取得することが可能。
スキルは育成全般に関わる「ベーシック」、育成実行時や進化時の効果を強化する「トレーナー」、フィールドでの活動結果を補助する「サバイバー」、戦闘時のコマンド全般を担当する「コマンダー」がある。
一度スキルを覚えると即座に戻すことはできないが、とある住人の力で大金と引き換えに振り直すことができる（逆にいえば金さえあれば何度でもやり直せる）。

### 戦闘
概要
戦闘は、事前にパートナーにセットしたスキルを使って、自動で進行する。
プレイヤーは、戦況を見てアイテム使用・応援・オーダー（命令）を行い、有利に進めていく。
攻撃
攻撃には攻撃スキルごとに設定されたMPが必要となる。MPは時間経過で少しずつ回復していくほか、アイテムで回復させることも可能。
スキルごとに射程や範囲が決まっており、倒したデジモンに囲まれて身動きが取れなくなってしまうと近接系は使えなくなってしまうので、選択には注意が必要。また、段差の影響を受けるスキルもある。
オーダー
OPを消費して、デジモンに任意の行動をとらせる。最初は1番目にセットしたスキルの実行と必殺技くらいしかできないが、テイマースキルの習得で実行できる内容が増えていく。
OPはデジモンのアクションに対して素早く応援を入れることで上昇していく。応援を実行すると再度実行するまでインターバルが必要なので、的確な応援が重要。
個別に命令を実行する以外にも、2体同時に必殺技を実行させることも可能。この場合、2体ともオーダーポイントなど必要な条件を満たしている必要がある。
OPの初期値は各デジモンとの絆に比例する他、短期間に連戦することで少しずつ増えていく（ロードするとリセットされる）。
ExtraCrossEvolution
略して「ExE」。パートナー2体が特定の組み合わせの場合のみ、同時必殺技とは別に実行できる。
戦闘中のジョグレス進化であり、戦闘が終了すると解除される。OPを必要とはするが、実行後には回復するのですぐに必殺技を放つことも可能。
合体すると、元となったパートナーのスキルとは関係のない、デジモンごとに決まった攻撃スキルがセットされる。
アイテム
アイテムをデジモンに放り投げ、使用する。戦闘フィールド外から投げるので、効果を発揮するまで若干のタイムラグが存在する。
アイテムが2つ以上ある場合、それぞれのパートナーに同時に使うことも可能。また、アイテムには効果範囲が決まっており、範囲内にいれば一つでも同時に効果を及ぼせる。

### フローティア
概要
主人公は、冒頭のムゲンドラモン出現の騒ぎで散り散りになってしまった住人を見つけ出してほしいと依頼されている。
エリアの各所にいるデジモン（マップで「！」が出ている）に話しかけ、条件を達成することでフローティアに来てもらうことができ、デジモンに応じて街の機能が解放されていく。
施設
各施設を担当するデジモンを仲間に加えることで、町の施設が解放されていく。関係者が一体もいない区画は封鎖状態となっており、行き来は不可能。
施設は中央区・商業区・研究区・農業区・娯楽区・異次元区が存在しており、それぞれ方向性が異なる特色を持つ。
- 中央区：活動の中心であり、ジジモンの家・建築屋・預かり屋・転送屋・トイレ、と時と場合にかかわらず頻繁に使用するであろう施設が揃っている区画。
- 商業区：アイテム屋・レストラン・医院がメインである他、石や強化アイテムが買えたり株のようなことができたりなど、売買を行うことを目的とした区画。
- 研究区：進化の操作や調査が可能な進化道場とデジモンの育成状況に関わるイベントが多い研究所がメインの区画。
- 農業区：毎日一定数の肉や野菜をもらえる畑の他、木の実やキノコなどを拾ってきてもらったりデジモンの好みのカテゴリを教えてもらったりなど、食事をする上で重要な区画。
- 娯楽区：コロシアムやミニゲームで稼いだコインと貴重品を交換できる他、釣り堀などもあり、必須ではないが効率よく育成を進めるためには重要な区画。
- 異次元区：クリア後に利用できるようになる、エクストラダンジョンに挑める区画。詳細は後述。

増築
中央区にある増築屋で、必要な資材を渡すことで実行できる。必要な期間は基本的に1日で、一度に1つの施設しか増築できない。
増築による効果は施設によりけりで、品物が増えたりする場合もあれば増築しただけでは何の効果もない場合もある。
増築できる回数は施設ごとに決まっており、いずれにせよ実行するごとに必要となる資材は貴重なものが増えていく。
デジモンによっては、特定の施設が一定段階になってないと出現すらしない場合もあるので、注意が必要である。
資材
増築に必要な資材はエリア上に存在する採取ポイントで入手できる。採取できる回数と資材の種類はポイントごとに決まっており、減少した回数は翌日にならないと回復しない。
資材は金属・鉱石・液体・木材の4種類。ポイントの色は、それぞれ黄・赤・青・緑となっている。
増築屋のメンバーが増えると、曜日によって5：1の割合で同種のワンランク上の資材に交換してもらえるようになる。
なお、採取を実行すると数%の確率でデジモンのカードが入手できる。全540種あり、一度入手したカードが重複して出現することはない。入手してもメリットは多くないが、全て集めることがトロフィー条件となっている。
エクストラダンジョン
異次元区から行くことができる、6つのエリア。クリア後に発生するストーリーイベントをクリアすることで1つ目のダンジョンが解放され、以降エリアボスのデジモンが加入することで新しいダンジョンが解放されるようになる。
エクストラダンジョン内では通常のゲーム時間は一切経過しない代わりに時間制限が存在しており、タイムアップになると未クリアでダンジョンから強制退去となるため、それまでにエリアボスの撃破を目指す。
ルート上には中ボス・エリアボスのデジモンが配置されており、倒すと貴重な石や強化アイテムが入手できる。とりわけ石は他では入手できないものが多い。
加入したロイヤルナイツや三壊神などは特定のエリアでプレイヤーを待っており、話しかけることでそのデジモンに応じて様々な恩恵を受けることができる。一部では時間やお金が減るというコストが発生する場合も。
最上位資材や石など貴重なアイテムを入手したりパラメータや寿命を延ばしたりが可能と非常に有益であるが、各ダンジョンは作中時間で1日につき1回しか挑めない。

## 登場キャラクター

### メインキャラクター
タクト（男） / シキ（女）
声 - 粕谷雄太（男） / 藤田咲（女）
本作品の主人公。高校3年生であり、小さいころに、デジタルモンスターのゲームに熱心で、小学5年生時には全国大会で準優勝になったことがある。
久しぶりに大会でもらったデジヴァイスにデジタルモンスターを接続して起動させた結果、デジタルワールドに飛ばされてしまう。
理由は不明だが、パートナーを2体同時に持てるという特異な資質の持ち主。
広瀬 コウタ（ひろせ コウタ）
声 - KENN
高校3年生であり、空気が読めてやさしい人。モテないわけでもないが、物足りないものもある。
タクト / シキやヒマリと同じく、デジタルワールドに迷い込んでしまう。
比較的何でもできる充実した生活を送っていたのだが、受験を前にやりたいことがないことに気付く。デジタルワールドに飛ばされた後もタクト /  シキやヒマリにおいていかれる焦りでユキムラに無茶をさせてしまうも、スカルグレイモンに異構築させてしまったことで反省し、以降は落ち着きを取り戻す。
ユキムラ
声 - 織田優成
コウタのパートナーデジモン。種族はギルモン⇒グラウモン⇒メガログラウモン⇒デュークモン。
誰にも礼儀正しく、ストイックな性格。戦闘能力は低くはないが相手が悪いことが多く、勝率は良くない。
勝てないことに焦りを見せたコウタの影響でグラウモンからスカルグレイモンに異構築してしまうが、タクト / シキの手で倒されデジタマに戻った。
その後は再びコウタの手で育てられた結果、いつの間にかメガログラウモンに進化しており、最終的にデュークモンまで進化する。
大淵 ヒマリ（おおぶち ヒマリ）
声 - 東山奈央
高校3年生であり、しっかり者で、気が強く、思い立ったらすぐ行動しかちだが、自分の気持ちを抑えていても、誰かのためにがんばるタイプ。
タクト / シキやコウタと同じく、デジタルワールドに迷い込んでしまう。時々思い詰めている表情を見せることもある。
いきなりデジタルワールドに飛ばされたことで残してきた家族を心配するあまり焦りを抱えており、遅々として進まずむしろ悪化しつつある状況に憤慨してしまう。結果、リッカとも険悪になってしまうが、異構築しかけたことで仲直りをした。
リッカ
声 - 徳光由禾
ヒマリのパートナーデジモン。種族はプロットモン⇒テイルモン⇒エンジェウーモン⇒ホーリードラモン。
甘えん坊な性格で、いつもヒマリに付いている。エンジェウーモンへ進化してからは甘える様子は見せなくなった。
中盤BHプログラムの影響でおかしくなってしまい、タクト / シキを襲撃するがアンチプログラムの影響で元に戻った。
なお公式サイトではプロットモンとして紹介されているが、本編においてプロットモンでいる期間は非常に短い。
ルーシュ
声 - 雨宮天
サーバー砂漠に倒れていた、記憶を失った少女。ヌメモンのぬいぐるみを持っている。
若干男性よりな、擬音語を多用する独特な話し方をするが、性格は外見同様無邪気。
終盤いくつかの状況から、彼女から黒幕に情報が流れていたことが判明。ヌメモンのぬいぐるみに仕掛けられており、彼女自身はそのことを一切知らなかった。また、空腹を訴えるなど、デジタルデータ化している人間ではありえない特性から、デジモンであることも判明した。
その正体はかつて全国大会でショーマがチート改造した結果、転生することすらできずに消滅してしまったデジモン。その残骸データがデジタルデータの墓場「ムゲンコルドロン」に流れ着き、やがてそこを訪れたショーマに引き寄せられるように接触した結果、ルーシュとしての姿を与えられて放逐されたのだった。
マメオ
声 - 鈴村健一
黒いニット帽を被った謎の男。「マメオ」の名は記憶を失っていたルーシュがマメモンのバッジをつけていたことから名付けたものであり、本人もその名前で通すことになる。
その正体は初代「デジモンワールド」の主人公が成長した姿。ムゲンドラモンへと異構築されていくデジモンを救うためデジタルワールドへやってきていた。アナログマンを倒し切れなかったことが今回の原因であるとして責任を感じている。
その最中タクト / シキ一行と関わりを持つことになり、フローティアの復興および事変の解決に協力することになる。
なお、かつてのパートナーは異構築の影響を受けてしまっておりマメオの手でデジタマの状態で封印されている。
現在は教師であり、ショーマの担任でもある。
津々木 ショーマ（つづき ショーマ）
声 - 岡本信彦
ホネ・オ・リゾートのピンクストーン邸において執行者を追い詰めた際に現れた謎の少年。その正体は、かつて全国大会で主人公を破ったテイマー。最強のデジモンを得るべく暗躍している。
デジタルワールド全体を異構築によって大量のデータに分解し、捕獲した執行者に流し込むことで最強のデジモン「オメガモンAlter-B」を誕生させる。
実は全国大会での勝利は、準決勝でのタクト / シキの実力におののいた彼がチート改造を施したことで得たものであり、「最強」を求めるのもそれを払拭する力を欲しているため。他の3人に先んじてデジタルワールドを訪れた彼は、最強の力を求めて放浪した果てにムゲンコルドロンへと流れつき、そこに残っていたアナログマンの意思を受け入れたのだった。
アナログマンの意思から解放された彼は改心し、あえてAlter-Bに転生させてパートナーとし、贖罪としてデジタルワールドの復興に尽力している。

### サブキャラクター
ジジモン
声 - 島田敏
フローティアの長老を務めるデジモン。究極体。
責任感が強く真面目だが、少々とぼけた性格でもある。
ムゲンドラモンに襲われて散り散りになったデジモンの呼び戻しと復興に謹んでいる。
タオモン
声 - 浪川大輔
ロン・リ火山の頂上で修業を続けるデジモン。完全体。ジジモン曰く「ケンカ友達」。
厭世的な性格で頑固なところがあり、考えの違いからかフローティアを離れロン・リ火山の頂上で暮らしていた。
デジタルワールドに、理を捻じ曲げる何者かの意思が介入しているのに気づく。
ガイオウモン
声 - 三浦祥朗
ショーマ配下の「三壊将」の一人。究極体。己の強さに矜持を抱いており、強さと戦いを激しく求め続ける求道的な戦闘種族デジモン。
強い者との戦いを望んでおり、究極のデジモンと戦うのが目的でショーマのもとにつく。
ひたすら力を追い求めることを理念に生きており、執行者とも互角に戦えるまでに力を伸ばしたタクト / シキに興味を抱く。
クズハモン
声 - 潘めぐみ
ショーマ配下の「三壊神」の一人。究極体。
デジタルワールドの在り方に疑問を持ち、ショーマの計画に参加した。
沈着冷静でガイオウモンと共に行動をしているが、しばしば考え方の違いで小さい衝突をすることも。
実はタオモンの同門。ともにサクヤモンに師事していたが、とある理由で決別した。
メタルエテモン
声 - 増谷康紀
口八丁手八丁でショーマに取り入り、ショーマの配下となったデジモン。究極体。
忠誠心はなく、独自で行動している。密かに三壊神の座を狙っている。
タイタモン
声 - 江川央生
ショーマ配下の「三壊神」の一人。究極体。特異領域にさまようデジモンたちの怨念が集合して生まれた破壊の化身。
行動原理は破壊で、思想は持たず、ショーマによって方向性を与えられている。
サーバー塔内部でBHプログラム拡散の計画を進めている。
執行者 / オメガモンズワルトディフィート
タクト / シキたちの前に突如現れた謎の黒いデジモン。BHプログラムの影響で暴走状態となっている。
ディフィート（敗北）の名が示すように折れた角・痩せこけた両腕の頭部・骨しかないような体と非常に弱弱しい姿であるが、ムゲンドラモン数体を瞬殺できるほどの力を持つ。
オメガモンAlter-B
執行者を素材として、超進化させた最強のデジモン。オメガモンズワルトをより豪華にしたような外見で、ガルルキャノンとグレイソードが左右入れ替わっている他、ビームソード&ビームキャノンとよりメカニカルな武器となった。
事件後はBHプログラムから解放されて転生、改めてこの姿となり贖罪することを決めたショーマのパートナー「ノワール」として活動している。

### ゲストキャラクター
御神楽 ミレイ（みかぐら ミレイ）
声 - 沢城みゆき
世界を見つめる者。デジタイズ実験中の事故で、一部のデータが破損した状態でデジタルワールドへ飛ばされた。
特殊な情報空間に滞在し、並行世界を行き来する力（管理者権限）を持っている。
四ノ宮 リナ（しのみや リナ）
声 - 戸松遥
『デジモンワールド リ:デジタイズ』からのゲスト出演。一連のDLC（無料）を適用することで登場する。

## 主題歌
「アクセンティア」
作詞・作曲・編曲 - 安田貴広 /  歌 - 藍井エイル